# Charles Moffett senior
Charles Moffett senior (* 6. September 1929 in Fort Worth, Texas; † 14. Februar 1997) war ein US-amerikanischer Jazz-Schlagzeuger.
Moffett begann seine musikalische Laufbahn als Trompeter; als Teenager trat er u. a. mit Jimmy Witherspoon auf.  Nach seiner Studienzeit wirkte er von 1953 bis 1961 als Highschool-Lehrer in Texas. Er ging dann nach New York City, wo er mit Sonny Rollins, Eric Dolphy (Musical Prophet: The Expanded 1963 New York Studio Sessions) und Archie Shepp (Four for Trane) arbeitete und eine eigene Band leitete, der Pharoah Sanders und Carla Bley angehörten. Zwischen 1965 und 1967 war er neben David Izenzon Mitglied des Trios von Ornette Coleman, mit dem er auch auf Tourneen sehr aktiv war, mehrere Alben aufnahm und auch mit Yoko Ono zusammenarbeitete.
1970 ging er nach Oakland, wo er eine Musikschule leitete und mit Steve Turré und Prince Lasha auftrat. Später arbeitete er in New York mit Frank Lowe. Er wirkte an mehr als fünfzig Alben mit. Mit ihm als Bandleader erschien 1969 das Album The Gift, auf dem er auch als Trompeter und Vibraphonist zu hören ist, und 1975 das Album The Moffett Family, das er mit seinen Söhnen einspielte. Später trat er auch mit Keshavan Maslak, Misha Mengelberg und John Lindberg sowie mit Don Cherry und vor allem Sonny Simmons auf. 
Seine Kinder sind sämtlich als Jazzmusiker bekannt: Charnett Moffett als Bassist, Mondre Moffett als Trompeter, Charles Moffett Jr. als Tenorsaxophonist, Codaryl Moffett als Schlagzeuger und Charisse Moffett als Sängerin.